# Lophoptera ferrinalis
Lophoptera ferrinalis är en fjärilsart som beskrevs av Walker 1863. Lophoptera ferrinalis ingår i släktet Lophoptera och familjen nattflyn. Inga underarter finns listade i Catalogue of Life.